# Nocturnal Animals
Nocturnal Animals és una pel·lícula dirigida, escrita i coproduïda per Tom Ford, i protagonitzada per Amy Adams, Jake Gyllenhaal, Aaron Taylor-Johnson, Michael Shannon, Isla Fisher i Armie Hammer. És l'adaptació cinematogràfica de la novel·la de suspens psicològic Tony and Susan (1993), escrita per Austin Wright. El rodatge va començar el 5 d'octubre de 2015, en Los Angeles, Califòrnia i es va estrenar al desembre de 2016. S'ha subtitulat al català.

## Repartiment

### El món real
- Amy Adams com Susan Morrow, reconeguda galerista adinerada. Rep el manuscrit del llibre del seu exmarit, Edward Sheffield, titulat "Nocturnal Animals".[2]
- Jake Gyllenhaal com Edward Sheffield, l'exmarit de Susan, i autor del llibre "Nocturnal Animals".
- Armie Hammer com Hutton Morrow, el marit de Susan en l'actualitat.[3]
- Laura Linney com Anne Sutton, la mare de Susan.[4]
- Andrea Riseborough com Alessia Holt.
- Michael Sheen com Carlos Holt.
- India Menuez com Samantha Morrow.
- Zawe Ashton com Alex.
- Jena Malone com Sage Ross.
- Kristin Bauer com Samantha Van Helsing.

### La novel·la
- Jake Gyllenhaal com Tony Hastings, el personatge principal de la novel·la de Sheffield, la família de la qual es veu amenaçada en la carretera.[2]
- Michael Shannon com el detectiu Bobby Andes que investiga l'incident.[5]
- Aaron Taylor-Johnson com Ray Marcus, un home misteriós que representa una amenaça per a la família de Tony.[5]
- Isla Fisher com Laura Hastings, l'esposa de Tony.[6]
- Ellie Bamber com India Hastings, la filla de Tony.[7]
- Karl Glusman com Lou Bates, membre del grup de Ray.[8]
- Robert Aramayo como Turk/Steve Adams, membre del grup de Ray[9]

## Producció
El 24 de març de 2015, es va anunciar que George Clooney i Grant Heslov, socis de Smoke House Pictures, estarien produint un thriller, Nocturnal Animals, basat en la novel·la d'Austin Wright Tony and Susan (1993). Tom Ford va ser nomenat per dirigir la pel·lícula basada en el seu propi guió.L'endemà, Jake Gyllenhaal va ser anomenat per al paper principal, que seria el de Tony, mentre que Amy Adams estava en converses per al paper principal femení Susan, i les fonts van confirmar que Joaquin Phoenix i Aaron Taylor-Johnson també estaven en la mira per a diferents rols.Focus Features van adquirir els drets de distribució als Estats Units de la pel·lícula el 17 de maig de 2015, mentre que Universal Pictures s'ocuparia de la distribució internacional. L'acord de Focus Features es va fer amb $20 milions, fent d'aquest un negoci més gran de 2015 al Festival de Canes i una de les més grans dels últims anys.El 6 d'agost de 2015, Taylor-Johnson va ser confirmat per al paper d'una persona misteriosa que representa una amenaça a la família del personatge de Gyllenhaal, juntament amb Michael Shannon també es va unir a l'elenc per a interpretar a un detectiu que investiga l'incident violent.El 14 d'agost de 2015, Kim Basinger es va unir a l'elenc de la pel·lícula per a interpretar a Anne Sutton, mare del personatge d'Adams.
Ford i Robert Salern produiran la pel·lícula.El 28 d'agost de 2015, Armie Hammer també es va unir a l'elenc de la pel·lícula per a interpretar a Walker Morrow, marit del personatge d'Adam.El 9 de setembre de 2015, Isla Fisher es va unir a la pel·lícula per interpretar a Laura Hastings, esposa de Tony.El 18 de setembre de 2015, Ellie Bamber va ser cridada a la pel·lícula per a interpretar a la filla de Tony.El 30 de setembre de 2015, Robert Aramayo es va unir a l'elenc.El 5 d'octubre de 2015, Karl Glusman va signar un contracte per a protagonitzar la pel·lícula.El 8 d'octubre de 2015, Peter Nyong'o també va ser cridat a la pel·lícula.
El rodatge de la pel·lícula va començar el 5 d'octubre de 2015, a Los Angeles, Califòrnia. Es va concloure el 5 de desembre de 2015.

## Estrena
Nocturnal Animals va fer la seva estrena mundial al 73a Mostra Internacional de Cinema de Venècia el 2 de setembre de 2016. La pel·lícula també fou projectada al Festival Internacional de Cinema de Toronto el 9 de setembre de 2016, i al BFI London Film Festival el 14 d'octubre de 2016.
La pel·lícula fou estrenada als Estats Units el 18 de novembre de 2016.

## Recaptació
Nocturnal Animals va recaptar $10.7 milions als Estats Units i el Canadà i $20.5 als altres països amb una recaptació mundial de $31.2 milions.

## Premis i nominacions
| Premi                                                                 | Categoria                                             | Receptors                                     | Resultat    | Ref(s)        |
| --------------------------------------------------------------------- | ----------------------------------------------------- | --------------------------------------------- | ----------- | ------------- |
| Festival Internacional de Cinema de Venècia                           | Lleó d'Or                                             | Nocturnal Animals                             | Nominada    | [ 22 ]        |
| Festival Internacional de Cinema de Venècia                           | Gran Premi del Jurat                                  | Tom Ford                                      | Guanyador   | [ 22 ]        |
| Premis de la Crítica Cinematogràfica                                  | Millor actor de repartiment                           | Michael Shannon                               | Nominat     | [ 23 ] [ 24 ] |
| Premis de la Crítica Cinematogràfica                                  | Millor guió adaptat                                   | Tom Ford                                      | Nominat     | [ 23 ] [ 24 ] |
| Premis de la Crítica Cinematogràfica                                  | Millor fotografia                                     | Seamus McGarvey                               | Nominat     | [ 23 ] [ 24 ] |
| Premis Satellite                                                      | Millor pel·lícula                                     | Nocturnal Animals                             | Nominada    | [ 25 ]        |
| Premis Satellite                                                      | Millor director                                       | Tom Ford                                      | Nominat     | [ 25 ]        |
| Premis Satellite                                                      | Millor actriu                                         | Amy Adams                                     | Nominada    | [ 25 ]        |
| Cercle de Crítics de San Francisco                                    | Millor actor de repartiment                           | Michael Shannon                               | Pendent     | [ 26 ]        |
| Cercle de Crítics de San Francisco                                    | Millor guió adaptat                                   | Tom Ford                                      | Pendent     | [ 26 ]        |
| Crítica de Washington DC.                                             | Millor actor de repartiment                           | Michael Shannon                               | Nominat     | [ 27 ]        |
| Crítica de Washington DC.                                             | Millor guió adaptat                                   | Tom Ford                                      | Nominat     | [ 27 ]        |
| Crítica de Washington DC.                                             | Millor fotografia                                     | Seamus McGarvey                               | Nominat     | [ 27 ]        |
| Crítica de San Diego                                                  | Millor pel·lícula                                     | Nocturnal Animals                             | Nominada    | [ 28 ]        |
| Crítica de San Diego                                                  | Millor director                                       | Tom Ford                                      | Nominat     | [ 28 ]        |
| Crítica de San Diego                                                  | Millor actor                                          | Jake Gyllenhaal                               | Nominat     | [ 28 ]        |
| Crítica de San Diego                                                  | Millor actor de repartiment                           | Aaron Taylor-Johnson                          | Nominat     | [ 28 ]        |
| Crítica de San Diego                                                  | Millor actor de repartiment                           | Michael Shannon                               | Nominat     | [ 28 ]        |
| Crítica de San Diego                                                  | Millor guió adaptat                                   | Tom Ford                                      | Nominat     | [ 28 ]        |
| Crítica de San Diego                                                  | Millor fotografia                                     | Seamus McGarvey                               | Nominat     | [ 28 ]        |
| Crítica de San Diego                                                  | Millor disseny de producció                           | Shane Valentino                               | Nominat     | [ 28 ]        |
| Crítica de San Diego                                                  | Millor muntatge                                       | Joan Sobel                                    | Finalista   | [ 28 ]        |
| Crítica de San Diego                                                  | Millor repartiment                                    | Millor repartiment                            | Nominats    | [ 28 ]        |
| Crítica de St. Louis                                                  | Millor actor de repartiment                           | Michael Shannon                               | Nominat     | [ 29 ] [ 30 ] |
| Crítica de St. Louis                                                  | Millor guió adaptat                                   | Tom Ford                                      | Nominat     | [ 29 ] [ 30 ] |
| Crítica de St. Louis                                                  | Millor muntatge                                       | Joan Sobel                                    | Nominat     | [ 29 ] [ 30 ] |
| Hollywood Film Awards                                                 | Director revelació                                    | Tom Ford                                      | Guanyador   | [ 31 ]        |
| Premis Globus d'Or                                                    | Millor Director                                       | Tom Ford                                      | Nominat     | [ 32 ]        |
| Premis Globus d'Or                                                    | Millor actor de repartiment                           | Aaron Taylor-Johnson                          | Guanyador   | [ 32 ]        |
| Premis Globus d'Or                                                    | Millor guió                                           | Tom Ford                                      | Nominat     | [ 32 ]        |
| Crítica de Houston                                                    | Millor pel·lícula                                     | Nocturnal Animals                             | Nominada    | [ 33 ]        |
| Crítica de Houston                                                    | Millor Actor                                          | Jake Gyllenhaal                               | Nominat     | [ 33 ]        |
| Crítica de Houston                                                    | Millor actor de repartiment                           | Michael Shannon                               | Nominat     | [ 33 ]        |
| Crítica de Houston                                                    | Millor Música                                         | Abel Korzeniowski                             | Nominat     | [ 33 ]        |
| Crítica de Houston                                                    | Millor fotografia                                     | Seamus McGarvey                               | Nominat     | [ 33 ]        |
| Premis del Sindicat d'Actors de Cinema                                | Millors Especialistes                                 | Nocturnal Animals                             | Nominats    | [ 34 ]        |
| Premis Phoenix Film Critics Society                                   | Millor pel·lícula                                     | Nocturnal Animals                             | Nominada    | [ 35 ]        |
| Premis Phoenix Film Critics Society                                   | Millor actor de repartiment                           | Michael Shannon                               | Nominat     | [ 35 ]        |
| Premis Phoenix Film Critics Society                                   | Millor muntatge                                       | Joan Sobel                                    | Nominada    | [ 35 ]        |
| Premis Phoenix Film Critics Society                                   | Millor Banda Sonora                                   | Abel Korzeniowski                             | Nominat     | [ 35 ]        |
| Crítica de Las Vegas                                                  | Millor pel·lícula                                     | Nocturnal Animals                             | Nominada    | [ 36 ]        |
| Crítica de Las Vegas                                                  | Millor Director                                       | Tom Ford                                      | Nominat     | [ 36 ]        |
| Crítica de Las Vegas                                                  | Millor Actor                                          | Jake Gyllenhaal                               | Nominat     | [ 36 ]        |
| Crítica de Las Vegas                                                  | Millor actor de repartiment                           | Michael Shannon                               | Guanyador   | [ 36 ]        |
| Crítica de Las Vegas                                                  | Millor guió adaptat                                   | Tom Ford                                      | Guanyador   | [ 36 ]        |
| Crítica de Las Vegas                                                  | Millor fotografia                                     | Seamus McGarvey                               | Nominat     | [ 36 ]        |
| Crítica de Las Vegas                                                  | Millor muntatge                                       | Joan Sobel                                    | Nominada    | [ 36 ]        |
| Crítica de Las Vegas                                                  | Millor Música                                         | Abel Korzeniowski                             | Nominat     | [ 36 ]        |
| Associació de Crítico de Cinema de Austin                             | Millor actor de repartiment                           | Michael Shannon                               | Nominat     | [ 37 ]        |
| Associació de Crítico de Cinema de Austin                             | Millor guió adaptat                                   | Tom Ford                                      | Nominat     | [ 37 ]        |
| Australian Academy of Cinema and Television Arts International Awards | Millor actor de repartiment                           | Michael Shannon                               | Pendent     | [ 38 ]        |
| Women Film Critics Circle                                             | Pitjor imatge de la dona en una pel·lícula            | Nocturnal Animals                             | Nominada    | [ 39 ]        |
| Women Film Critics Circle                                             | Pitjor mare de l'any                                  | Laura Linney                                  | Guanyadora  | [ 39 ]        |
| Alliance of Women Film Journalists                                    | Millor actor de repartiment                           | Michael Shannon                               | Nominat     | [ 40 ]        |
| Alliance of Women Film Journalists                                    | Millor guió adaptat                                   | Tom Ford                                      | Nominat     | [ 40 ]        |
| Cercle de Crítics de Phoenix                                          | Millor actor de repartiment                           | Michael Shannon                               | Nominat     | [ 41 ]        |
| Cercle de Crítics de Phoenix                                          | Millor pel·lícula de Thriller o Misteri               | Nocturnal Animals                             | Nominada    | [ 41 ]        |
| Associació de Crítics de Cinema de Chicago                            | Millor actor de repartiment                           | Michael Shannon                               | Nominat     | [ 42 ]        |
| Cercle de Crítics Britànics                                           | Millor pel·lícula                                     | Nocturnal Animals                             | Nominada    | [ 43 ]        |
| Cercle de Crítics Britànics                                           | Millor Actor                                          | Jake Gyllenhaal                               | Nominat     | [ 43 ]        |
| Cercle de Crítics Britànics                                           | Millor actor de repartiment                           | Michael Shannon                               | Nominat     | [ 43 ]        |
| Crítica de Florida                                                    | Millor actor de repartiment                           | Michael Shannon                               | Nominat     | [ 44 ]        |
| Crítica de Florida                                                    | Millor guió adaptat                                   | Tom Ford                                      | Nominat     | [ 44 ]        |
| Societat de Crítics de Cinema Online                                  | Millor actor de repartiment                           | Michael Shannon                               | Nominat     | [ 45 ] [ 46 ] |
| Societat de Crítics de Cinema Online                                  | Millor guió adaptat                                   | Tom Ford                                      | Nominat     | [ 45 ] [ 46 ] |
| Crítica de Carolina del Nord                                          | Millor guió adaptat                                   | Tom Ford                                      | Nominat     | [ 47 ]        |
| Associació Crítics North Texas                                        | Millor pel·lícula                                     | Nocturnal Animals                             | Nominada    | [ 48 ]        |
| Associació Crítics North Texas                                        | Millor actor de repartiment                           | Michael Shannon                               | Guanyador   | [ 48 ]        |
| Associació Crítics Ohio Central                                       | Millor pel·lícula                                     | Nocturnal Animals                             | Nominada    | [ 49 ]        |
| Associació Crítics Ohio Central                                       | Millor actor de repartiment                           | Michael Shannon                               | Finalista   | [ 49 ]        |
| Associació Crítics Ohio Central                                       | Millor guió adaptat                                   | Tom Ford                                      | Nominat     | [ 49 ]        |
| Associació Crítics Ohio Central                                       | Millor repartiment                                    | Nocturnal Animals                             | Nominats    | [ 49 ]        |
| Associació Crítics Ohio Central                                       | Millor Actor de l'any                                 | Michael Shannon                               | Guanyador   | [ 49 ]        |
| Cercle de Crítics d'Oklahoma                                          | Millor actor de repartiment                           | Michael Shannon                               | Finalista   | [ 50 ]        |
| Cercle de Crítics d'Oklahoma                                          | Cos de treball                                        | Michael Shannon                               | Finalista   | [ 50 ]        |
| Gremi de Directors de Càsting                                         | Millor càsting en un drama d'alt pressupost           | Francine Maisler                              | Pendent     | [ 51 ]        |
| Premis WGA                                                            | Millor guió adaptat                                   | Tom Ford                                      | Nominat     | [ 52 ]        |
| Gremi Directors Artístics                                             | Millor Direcció artística en pel·lícula contemporània | Christopher Brown                             | Nominat     | [ 53 ]        |
| National Society of Film Critics                                      | Millor actor de repartiment                           | Michael Shannon                               | Finalista   | [ 54 ]        |
| Premis BAFTA                                                          | Millor Director                                       | Tom Ford                                      | Nominat     | [ 55 ]        |
| Premis BAFTA                                                          | Millor Actor                                          | Jake Gyllenhaal                               | Nominat     | [ 55 ]        |
| Premis BAFTA                                                          | Millor actor de repartiment                           | Aaron Taylor-Johnson                          | Nominat     | [ 55 ]        |
| Premis BAFTA                                                          | Millor guió adaptat                                   | Tom Ford                                      | Nominat     | [ 55 ]        |
| Premis BAFTA                                                          | Millor Banda sonora                                   | Abel Korzeniowski                             | Nominat     | [ 55 ]        |
| Premis BAFTA                                                          | Millor fotografia                                     | Seamus McGarvey                               | Nominat     | [ 55 ]        |
| Premis BAFTA                                                          | Millor muntatge                                       | Joan Sobel                                    | Nominada    | [ 55 ]        |
| Premis BAFTA                                                          | Millor disseny de producció                           | Shane Valentino                               | Nominat     | [ 55 ]        |
| Premis BAFTA                                                          | Millor Maquillayge i perruqueria                      | Donald Mowat, Jules Holdren                   | Nominats    | [ 55 ]        |
| Associació de Crítics de Georgia                                      | Millor guió adaptat                                   | Tom Ford                                      | Nominat     | [ 56 ]        |
| Associació de Crítics de Cinema de Denver                             | Millor actor de repartiment                           | Aaron Taylor-Johnson                          | Nominat     | [ 57 ]        |
| Associació de Crítics de Cinema de Denver                             | Millor guió adaptat                                   | Tom Ford                                      | Nominat     | [ 57 ]        |
| Crítica de Hawaii                                                     | Millor pel·lícula                                     | Nocturnal Animals                             | Nominada    | [ 58 ]        |
| Crítica de Hawaii                                                     | Millor Director                                       | Tom Ford                                      | Nominat     | [ 58 ]        |
| Crítica de Hawaii                                                     | Mullor Actriu                                         | Amy Adams                                     | Nominada    | [ 58 ]        |
| Crítica de Hawaii                                                     | Millor actor de repartiment                           | Michael Shannon                               | Guanyador   | [ 58 ]        |
| Crítica de Hawaii                                                     | Millor actor de repartiment                           | Aaron Taylor-Johnson                          | Nominat     | [ 58 ]        |
| Crítica de Hawaii                                                     | Millor guió adaptat                                   | Tom Ford                                      | Guanyador   | [ 58 ]        |
| Crítica de Hawaii                                                     | Millor fotografia                                     | Seamus McGarvey                               | Nominat     | [ 58 ]        |
| Crítica de Hawaii                                                     | Millor Direcció Artística                             | Christopher Brown                             | Nominat     | [ 58 ]        |
| Gremi de Maquilladore i Perruquers                                    | Millor Maquilltge Contemporani                        | Donald Mowat, Malanie J.Romero, Elaine Offers | Guanyadores | [ 59 ]        |
| Gremi de Maquilladore i Perruquers                                    | Millor Perruqueria de pel·lícula contemporània        | Yolanda Toussieng, Jules Holdren              | Nominats    | [ 59 ]        |
| Gremi de Dissenyadors de Vestuari                                     | Millor Vestuari en una pel·lícula contemporània       | Arianne Phillips                              | Pendent     | [ 60 ]        |
| Premis Dorian                                                         | Pel·lícula més CAMPY                                  | Nocturnal Animals                             | Nominada    | [ 61 ]        |
| Premis Oscar                                                          | Millor actor de repartiment                           | Michael Shannon                               | Nominat     | [ 62 ]        |
| International Film Music Critics Association                          | Banda Sonora de l'any                                 | Abel Korzeniowski                             | Nominat     | [ 63 ]        |
| International Film Music Critics Association                          | Millor Banda Sonora en pel·lícula dramàtica           | Abel Korzeniowski                             | Guanyador   | [ 63 ]        |